# Fun-Da-Mental
Fun-Da-Mental és un grup de música de fusió multi-ètnica de hip-hop-etno-techno, creat al Regne Unit l'any 1991. El grup destaca per la seva fusió enèrgica de formes musicals d'Orient i Occident, per la seva manifesta postura política, i per la seva forta afiliació i defensa de l'islam. La seva postura política l'ha fet guanyar l'etiqueta d'«Enemic Públic Asiàtic». El treball del grup ha suposat l'atenció internacional i col·laboracions amb artistes de Pakistan, Sud-àfrica i Sibèria.

## Orígens
L'any 1991, Haq Qureshi, més conegut pel nom artístic d'Aki «Propa-Gandhi» Nawaz, principal membre del grup, s'interessà en les possibilitats artístiques i polítiques del hip-hop, tot i que ell inicialment cregué que el hip-hop polític era "molt més ordenat" que la seva música.
El grup es formà a inicis de la dècada de 1990, moment de fusió asiàtic-britànica de música bhangra amb hip-hop i d'emergència de diversos grups de "rap amb consciència". Els temes més comuns expressats en aquest estil de hip-hop foren de molt polítics amb un fort sentiment d'identitat asiàtic i de raça. Així mateix manifestaren que «la política d'identitat és reaccionària fomentant-se com a apolítica, un punt de vista materialista i subjectivista, i això produeix una política personalitzada que és introspectiva».
En aquesta línia s'interpretà al Carnaval de Notting Hill l'agost de 1991 i continuà enregistrant i tocant en concerts durant els dos anys següents. A partir de 1992, el grup començà a publicar senzills, començant per «Janaam» i seguint amb «Gandhi's Revenge». L'any 1993, amb «Wrath of the Blackman» (creada entorn una mostra extreta d'un discurs de Malcolm X), es reforçaren encara més els assertius sentiments antiracistes del grup.

## Estil musical
La seva música combina i juxtaposa influències culturals orientals i occidentals. Aquesta inclou inspiracions de l'electrònica britànica de discoteca i del hip-hop militant estatunidenc, així com mostres índies, afro-caribenyes i de worldbeat. La música del grup també inclou «una àmplia barreja de música de cinema clàssic i popular indi, ritmes de tambor oriental marroquí, sons Qawwali, càntics islàmics, tot entrellaçat amb diàlegs de pel·lícules famoses hindús».
Musicalment, ha manllevat mostres extenses de música de cinema indi, particularment de seccions de corda. A través de la seva juxtaposició amb pistes de ritme hip-hop i raps enèrgics, aquestes mostres es reconfiguren i emfasitzen una nova identitat asiàtica híbrida. L'ús de "sons indis" per part del grup és simbòlic de certes experiències per a britànics asiàtics de segona generació.

## Aproximació política
És una banda explícitament polititzada i controvertida, amb una preocupació manifesta per la justícia social (sobretot pel que fa al tractament que el Regne Unit fa dels seus ciutadans asiàtics i afro-caribenys) i que han estat descrits per estar «articulant eclècticament una mena de política d'identitat anti-racista militant amb influència islàmica». El grup s'enorgulleix de la seva posició militant, afirmant que «som durs políticament, compromesos musicalment i no ens deixarem portar per les perspectives de màrqueting. Intentem donar a la gent una mica de confiança. La gent ha de començar a educar-se, respectant-se ella mateixa». A causa del seu posicionament polític ha guanyat, entre els seus detractors, l'etiqueta d'«Enemic Públic Asiàtic».
El propi nom del grup invoca deliberadament la idea del fonamentalisme islàmic, mentre que la guionització inspirada en el hip-hop implica i indica un altre propòsit, el de combinar plaer (fun, "diversió") amb pensament (mental, "mental").
De vegades se l'ha criticat per escriure lletres "extremistes" o d'"esquerra radical", l'objectiu declarat de la banda és el d'intentar educar els joves britànics sobre la presència de l'Islam i sobre les causes d'un comportament extremista. Les seves cançons mostren sovint les veus i els discursos polítics de líders de protesta històricament significatius del passat com Gandhi, Malcolm X, Louis Farrakhan o les Panteres Negres. El grup també ha promogut els mèrits de la militància i l'autodefensa mitjançant la lletra de les seves cançons..

## Discografia
Part de la seva discografia és la següent:

### Àlbums
| Any  | Títol                                                  |
| ---- | ------------------------------------------------------ |
| 1994 | Seize the Time                                         |
| 1995 | With Intent to Pervert the Cause of Injustice [remixs] |
| 1998 | Erotic Terrorism                                       |
| 1999 | Why America Will Go to Hell [remixs]                   |
| 2001 | There Shall Be Love!                                   |
| 2003 | Voice of Mass Destruction [remixs]                     |
| 2006 | All Is War (The Benefits of G-Had)                     |
| 2012 | An Influence Invisible                                 |
| 2015 | Philosophy of Nothing                                  |

### Senzills
| Any  | Títol                       |
| ---- | --------------------------- |
| 1992 | Janaam                      |
| 1992 | Gandhi's Revenge            |
| 1993 | Wrath of the Blackman       |
| 1993 | Countryman                  |
| 1994 | Dog Tribe                   |
| 1994 | Cointelpro (només promoció) |
| 1994 | Gold Burger                 |
| 1995 | Mother India                |
| 1996 | Goddevil                    |
| 1997 | Ja Sha Taan                 |
| 1998 | Demonised Soul              |
| 2001 | The Last Gospel             |